# WEKA Uitgeverij
In 1973 is WEKA Fachverlag in het Beierse Kissing door WErner en KArin Muetzel
opgericht. Ondertussen heeft de WEKA Holding GmbH meer dan 2.200 medewerkers en uitgeverijen in Duitsland, Frankrijk, Oostenrijk, Zwitserland en Nederland. 

## WEKA in Nederland
De Nederlandse WEKA Uitgeverij B.V. is in 1983 opgericht. De onderneming ontwikkelt zich als een moderne multimediale uitgeverij met een ruim assortiment van online producten, boeken, tijdschriften en seminars voor de zakelijke markt.